# Clinopodium axillare
Clinopodium axillare là một loài thực vật có hoa trong họ Hoa môi. Loài này được (Rusby) Harley mô tả khoa học đầu tiên năm 2000.